# Pons II de Mévouillon
Pour les articles homonymes, voir Pons II et Pons.
Pons II, dit d'Orange-Mévouillon (Poly) ou de Mevouillon/Mévouillon est un précariste de l'Église d'Arles, de la seconde moitié du Xe siècle.

## Biographie

### Origines
Pons est le fils aîné de Pons I, précariste de Mornas (mentionné entre 945-954), et de Blismodis, (nomine Poncionem et uxori sue Blismodis).
Pons I est considéré par Georges de Manteyer (1908) comme l'ancêtre de la maison des Baux. Pour Jean-Pierre Poly (1976, 1991), il appartient à la lignée des Orange-Mévouillon, à l'origine des Mévouillon et des Nice-Orange-Mévouillon,. Ces deux dernières lignées sont issues des fils de Pons II, avec Pons III pour les Mévouillon et Laugier pour les Orangeois,,.
Pons I aurait participé au plaid de Manosque en 981.

### Un riche propriétaire terrien
Pons II se voit confirmer la villa Jocondis à Mornas, dont le terminium avait été concédé en précaire à ses parents, par l'archevêque Manassès d'Arles, en 954,. De l'archevêque d'Arles, Ithier, il reçoit la villa Niomes (Nyons), ainsi que des biens à Busayrol, situés dans le comitatus (comté) Vasionense (Vaison-la-Romaine),. Pons et ses deux fils, Pons et Laugier, reçoivent, en 981, d'Annon, successeur d'Ithier, la confirmation de cette précaire (Gallia christiana novissima, Arles, 285),.
Il pourrait être le miles nommé aux côtés de son épouse Richilde, originaire de l'Uzège, faisant un don à l'abbaye de Cluny, en 956/957, de biens situés dans la vallée du Bentrix, en aval de Condorcet,. Richilde détient avec Pons, puis second époux (voir ci-après) l'abbaye Sainte-Marie de Goudargues, de l'archevêque d'Arles.

### Mort et succession
Pons semble mourir peu de temps après la donnation à Cluny. Il lègue « la moitié de ces biens en usufruit » (Magnani, 1999) à son épouse, part qui reviendra à Cluny à son décès. 
Richidle semble s'être remariée dans la décennie suivante puisqu'elle apparait aux côtés d Teutbert, un fidèle de l'évêque d'Arles, en 667 (vir honorabilis nosterque fidelis, Teutbertus nomine et conjux sua Richildis). Poly (1976) considère qu'il est un parent de l'évêque d'Apt, Arnoux (Arnulf), et que tous deux appartiennent à la famille de Castellane. Le nouveau couple se trouve en possession du précaire de Pons.

## Famille
Pons est le père de Pons III et de Laugier (selon GCN Arles no 285). Peut-être s'agit-il de Laugier dit de Nice,.
Estienne (2004), reprenant la proposition de François de Ripert-Montclar (1844-1921), indique l'hypothèse que les huit frères mentionnés par l'acte du Cartulaire de Cluny, no 2779, daté du 22 mai 1023 pourraient être les fils de Pons II.

## Filiation
La filiation de Pons II repose sur des hypothèses, dont « la plus récente et la plus convaincante » (Magnani, 1999) serait celle de Jean-Pierre Poly (1991), reprise en partie par Etienne (2004, 2008),. Les dates correspondent aux mentions dans la documentation.
- Pons I (945-954), précariste de l'archevêque d'Arles, à Mornas, ∞ Blismodis
  - Pons II, précariste de Nyons (967-986), ∞ (?) Richilde
    - Pons III, précariste de Nyons (984, 986-1033), auteur de la lignée des Mévouillon, ∞ N.N.
      - Laugier II, ∞ (?) Percipia
        - Laugier III de Medillone (1060), ∞ Dalmatia
        - Ripert Methulensis (1087), évêque de Gap (1053-1061), ∞ Beatrix/Béatrice
        - Hugues Metullionis (1087)
        - Raimbaud (1060)

      - Isnard.

    - (?) Laugier dit de Nice, précariste de Nyons (986-1032), auteur de la lignée des Nice-Orange, ∞ Odile.
    - (?) Féraud, évêque de Gap (1034-1040).
    - (?) Pierre dit de Mirabel, évêque de Vaison (1010-1034).
    - (?) Arnoux/Arnoul/Arnulfe (1023).
    - (?) Geraud/Gérard/Giraud (1023).
    - (?) Raoul/Roux/Rodolphe (1023).
    - (?) Raimbaud (1023).

  - Imbert/Umbert [I/II], précariste de Mornas, évêque de Vaison (954-1006).
  - Garnier, (?) évêque d'Avignon (977-992/1002).
  - Izon, procuratores d'Uzès, précariste de Mornas (983).
    - Pons (983).
    - Raimbert (983).

  - Blismodis (983-1005), ∞ Hugues.